# Acantholipan
Acantholipan byl rod ptakopánvého dinosaura ze skupiny Thyreophora, jež zahrnuje jediný popsaný druh (A. gonzalezi). Fosilie tohoto nodosaurida byly objeveny na území mexického státu Coahuila v sedimentech souvrství Pen. Stáří fosilií bylo datováno do geologického věku santon, tedy do doby před asi 86 až 84 miliony let (svrchní křída).
Acantholipan byl formálně popsán mezinárodním týmem paleontologů v červnu roku 2018 na základě fosilních osteodermů a částí kostry, včetně lebky (holotyp má katalogové označení CPC 272). Jedná se o jednoho z mála známých zástupců této skupiny dinosaurů z oblasti jižní Laramidie (jihozápadu dnešní Severní Ameriky).